# Венсан Лакост
Венса́н Лако́ст (фр. Vincent Lacoste; нар. 3 липня 1993, Париж, Франція) — французький актор. Лауреат кінопремії «Люм'єр» 2010 року як найперспективніший молодий актор та неодноразовий номінант премії «Сезар» .

## Біографія
Венсан Лакост народився 3 липня 1993 року в Парижі. Його батько — юрист, мати — медичний секретар. Почав свою кінокар'єру в п'ятнадцятирічному віці, зігравши головну роль у фільмі Ріада Саттуфа «Красиві хлопчаки» (2009). Дебют Венсана був відмічено номінацією на премію «Сезар» і Премією «Люм'єр» у категорії «Найперспективніший молодий актор».
У 2012 році Венсан Лакост знався у фільмі «ІХ, як Ісус Христос» Джонатана Заккаї, де зіграв головну роль талановитого молодого режисера, який виграв Оскара у 15 років. У тому ж році, Лоран Тірар запросив актора на роль Ідунарикса у фільмі «Астерікс і Обелікс у Британії».
У 2015 році Лакост знявся одразу у кількох стрічках, зокрема в екранізації роману Октава Мірбо «Щоденник покоївки» (роль Жоржа) та в «Неймовірно особистому житті мосьє Сіма», де втілив образ молодого героя Франсуа Сіма, якого грає Жан-П'єр Бакрі. У цьому ж році вдруге був номінований на здобуття премії «Сезар» як найкращий актор за роль Бенжаміна у фільмі «Гіппократ».

## Фільмографія (вибіркова)
| Рік  |    | Українська назва                         | Оригінальна назва                          | Роль               |
| ---- | -- | ---------------------------------------- | ------------------------------------------ | ------------------ |
| 2009 | ф  | Красиві хлопчаки                         | Les beaux gosses                           | Ерве               |
| 2011 | ф  | Кафе за рогом                            | Au bistro du coin                          | Жуль               |
| 2011 | ф  | Ульотний рейс                            | Low Cost                                   | Димитрій           |
| 2011 | ф  | Канікули на морі                         | Le Skylab                                  | Крістіан           |
| 2011 | ф  | ІХ, як Ісус Христос                      | JC comme Jésus Christ                      | ІХ                 |
| 2011 | ф  | Олія у вогонь                            | De l'huile sur le feu                      | П'єррік            |
| 2012 | ф  | Камілла роздвоюється                     | Camille redouble                           | Вінсент            |
| 2012 | ф  | Астерікс і Обелікс у Британії            | Astérix & Obélix: Au service de sa Majesté | Ідунарикс          |
| 2013 | ф  | Джекі в царстві жінок                    | Jacky au royaume des filles                | Джекі              |
| 2014 | ф  | Гіппократ                                | Hippocrate                                 | Бенжамін           |
| 2014 | ф  | Едем                                     | Eden                                       | Тома Бонгальтер    |
| 2015 | ф  | Щоденник покоївки                        | Journal d'une femme de chambre             | Жорж               |
| 2015 | ф  | Матусин синок                            | Lolo                                       | Елої Лоло          |
| 2015 | ф  | Нічого не боятися                        | Peur de rien                               | Рафаель            |
| 2015 | ф  | Неймовірно особисте життя мосьє Сіма     | La vie très privée de Monsieur Sim         | Жак Сім у 20 років |
| 2016 | ф  | Сент-Амур                                | Saint Amour                                | Майк               |
| 2016 | ф  |                                          | Tout de suite maintenant                   | Ксав'є             |
| 2016 | ф  | У ліжку з Вікторією                      | Victoria                                   | Самуель Малле      |
| 2017 | мф | Сахара                                   | Sahara                                     | Гарі               |
| 2018 | ф  | Насолоджуватися, кохати та швидко бігати | Plaire, aimer et courir vite               | Артур              |
| 2018 | ф  | Аманда                                   | Amanda                                     | Давид Сорель       |

## Визнання
| Рік             | Категорія                     | Фільм                                    | Результат |  |
| --------------- | ----------------------------- | ---------------------------------------- | --------- |  |
| Премія «Люм'єр» |                               |                                          |           |  |
| 2010            | Найкращий молодий актор       | Красиві хлопчаки (разом з Ентоні Соніґо) | Перемога  |  |
| 2019            | Найкращий актор               | Аманда                                   | Номінація |  |
| Премія «Сезар»  |                               |                                          |           |  |
| 2010            | Найперспективніший актор      | Красиві хлопчаки                         | Номінація |  |
| 2015            | Найкращий актор               | Гіппократ                                | Номінація |  |
| 2017            | Найкращий актор другого плану | У ліжку з Вікторією                      | Номінація |  |
| 2019            | Найкращий актор               | Аманда                                   | Номінація |  |
|                 |                               |                                          |           |  |
| 2016            | Приз Патріка Девара           | Приз Патріка Девара                      | Перемога  |  |